# Archives départementales des Alpes-Maritimes
Les archives départementales des Alpes-Maritimes sont un service du conseil départemental des Alpes-Maritimes (Provence-Alpes-Côte d'Azur, France).

## Histoire

### Le bâtiment

#### Les anciens bâtiments
- La chapelle de l'ancien grand séminaire de Nice

#### Le bâtiment actuel
Les archives sont installées aujourd'hui dans le bâtiment « Grand Capelet » construit en limite nord-ouest du centre administratif départemental des Alpes-Maritimes (CADAM), non loin du carrefour entre la route de Grenoble et la traverse de la Digue des Français. Ce bâtiment qui avait atteint la limite de ses capacités de stockage a été lourdement restructuré et agrandi par l'architecte Jean-Philippe Cabane au début des années 2000.
Le 5 mars 2013 le bâtiment a été rebaptisé du nom de Charles Ginésy, personnalité politique des Alpes-Maritimes.

### Directeurs
- Borg et Gallois-Montbrun (1861-1875)
- Henri de Flamare (1876-1882), archiviste-paléographe
- Henri Moris (1882-1920), archiviste-paléographe
- Robert Latouche (1920-1927), archiviste-paléographe
- Léo Imbert (1928-1941), archiviste-paléographe
- Ernest Hildesheimer (1941-1978), archiviste-paléographe
- Rosine Cleyet-Michaud (1978-1992), archiviste-paléographe
- Jean-Bernard Lacroix (1992-2013), archiviste-paléographe
- Yves Kinossian (depuis août 2013), archiviste-paléographe[2]

## Fonds

### Plus anciens documents

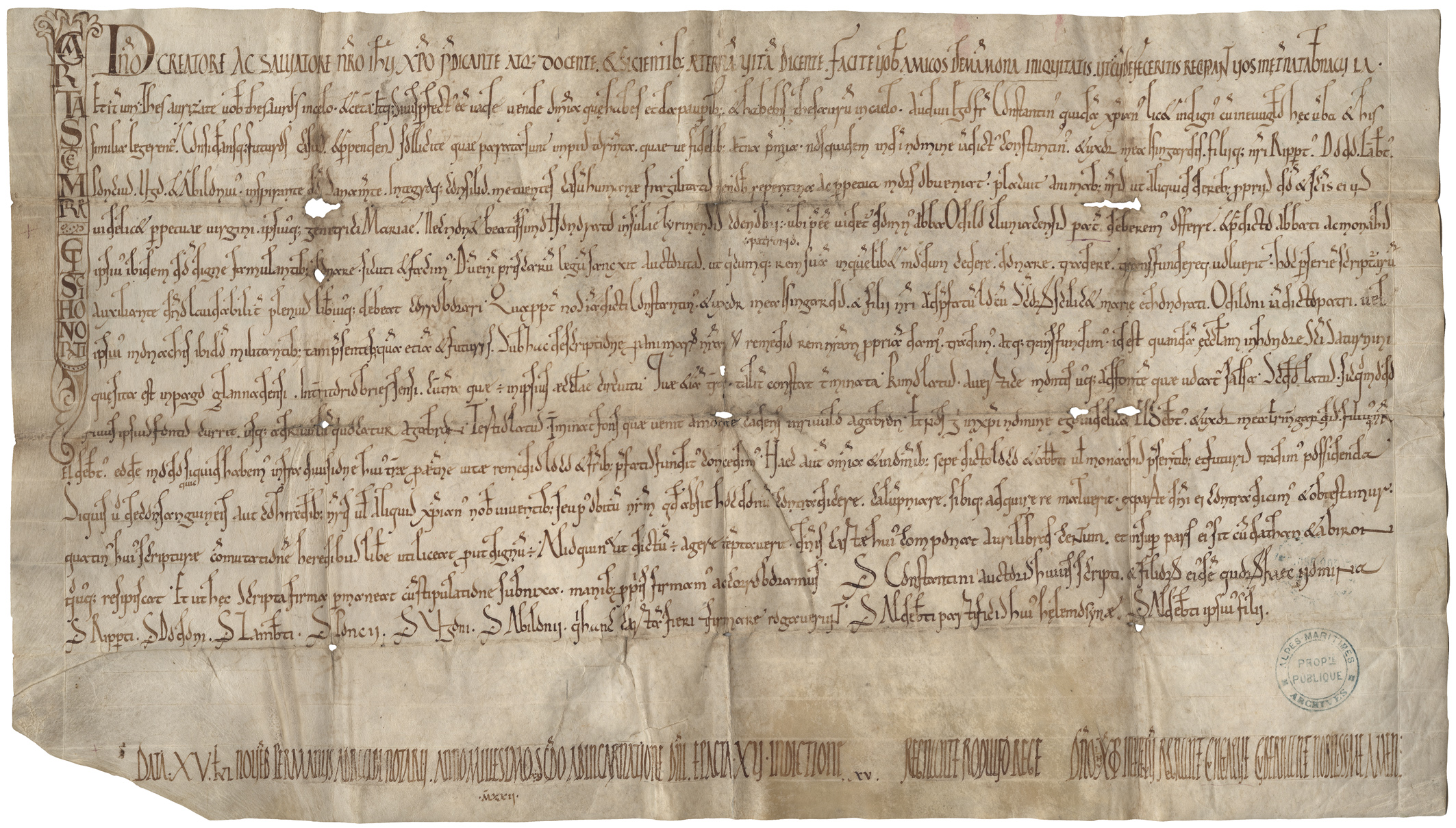
Donation à l'abbaye de Lérins de l'église Saint-Saturnin, au diocèse de Glandèves, et de ses dépendances, par Constantin et Isingarde, sa femme (1022). Archives départementales des Alpes-Maritimes, H 425

Le plus ancien document, conservé sous la cote H 425, remonte à 1022.

### Archives numérisées
L'essentiel des bases accueille des images. Les archives offraient en février 2010 près de 4 000 000 de pages numérisées en consultation sur Internet.

## Pour approfondir